# 2014年國家聯盟外卡晉級賽
2014年國家聯盟外卡晉級賽（2014 National League Wild Card Game），是由東區、中區、西區等三區的冠軍以外的球隊進行排名，以勝率前兩名的球隊獲得外卡資格，兩隊將會進行1場比賽，獲勝的球隊可以晉級國家聯盟分區賽，其中兩隊以勝率較高的球隊獲得主場優勢，如果兩隊的勝率相同的時候，則以兩隊球季比賽獲得優勢的球隊擁有主場優勢。比賽於美國時間10月1日晚上8點開始。
匹茲堡海盜和舊金山巨人皆為88勝74敗，根據大聯盟的tiebreaking rules，由海盜獲得主場優勢。海盜先發投手為艾汀森·沃奎茲，巨人先發投手為麥迪森·邦加納。
Brandon Crawford成為第一位在季後賽擊出滿貫砲的游擊手。

## 比賽結果
PNC球場，匹茲堡海盜，賓夕法尼亞州
| 舊金山巨人                                                                                            | 0 | 0 | 0 | 4 | 0 | 1 | 2 | 1 | 0 | 8 | 11 | 2 |
| 匹茲堡海盜                                                                                            | 0 | 0 | 0 | 0 | 0 | 0 | 0 | 0 | 0 | 0 | 4  | 0 |
| 勝投： 麥迪森·邦加納 (1–0) 敗投： 艾汀森·沃奎茲 (0–1) 全壘打： 巨人：布蘭登·克勞佛 (4上,4分) 海盜：無 |   |   |   |   |   |   |   |   |   |   |    |   |

### 比賽經過
這場比賽兩隊由單季18勝10敗的麥迪森·邦加納 和單季13勝7敗的艾汀森·沃奎茲 先發對決。
兩隊前3局都沒有得分，邦加納甚至只投了28球。直到4局下，巴勃羅·桑多瓦爾和Hunter Pence接連擊出安打，Brandon Belt獲得保送，接著Brandon Crawford擊出滿貫砲。他成為第一位擊出滿貫砲的游擊手。
6局上，沃奎茲保送Hunter Pence，接替上來的賈斯汀·威爾森投出暴投，再被Brandon Belt打出安打再掉一分。7局上巨人再得2分，直到8局上，巴斯特·波西打出帶有打點的一壘安打跑回第8分。
8局下，Jose Tabata靠著失誤上壘，再靠著安打和巨人單節第二次失誤上三壘，可惜，Jordy Mercer遭到三振，安德魯·麥卡琴滾地球出局，澆熄海盜反撲氣焰。